# William Robinson (svømmer)
William Walker Robinson (født 23. juni 1870, død 4. juli 1940) var en britisk svømmer, som deltog i OL 1908 i London.
Robinson var født i Skotland, men flyttede med sin familie til Liverpool, da han var omkring ti år, og han boede i England resten af sit liv. Han var som ung en dygtig svømmer, og da han var 33 år vandt han det første britiske mesterskab i brystsvømning på 200 yards, en titel han vandt tre år i træk (1903-1905). Skønt han ikke vandt flere mesterskaber, blev han udtaget til OL 1908 i London.
Ved legene stillede han op i 200 m brystsvømning, og han vandt sit indledende heat klart. Han vandt derpå sin semifinale, og i finalen førte svenske Pontus Hanson indledningsvis. Robinson indhentede ham, men blev derpå ved sidste vending selv indhentet af landsmanden Frederick Holman, der vandt guldet. Robinson holdt dog andenpladsen, mens Hanson blev nummer tre.
Nogle uger efter OL svømmede Robinson 200 yards brystsvømning i tiden 2.41,2 minutter, hvilket var ny verdensrekord (den hidtidige tilhørte Holman). Robinson var også udtaget til OL 1912, men kom ikke til at deltage.
Robinson var handelsmand af profession og fik sig en fin karriere som forretningsmand i Liverpool.